# Hidropark
Hidropark ou Hydropark (en ukrainien : Гідропарк) est un parc destiné aux loisirs sur le Dniepr, à Kiev, en Ukraine.
Il a été créé comme un complexe de loisirs avec principalement des activités nautiques.
Il est situé sur les îles Venetsiïskyï (Венеціанський) et Dolobetskyï (Долобецький) et un pont relie ces îles. L'île Venetsiïskyï est elle-même reliée au reste de Kiev par deux ponts : le pont métro (côté Petchersk et raïon de Petchersk) et le pont Roussanivka (côté Roussanivka et raïon de Dnipro) vers la ville de la rive gauche.
Le parc est desservi par la station Hidropark du métro de Kiev.

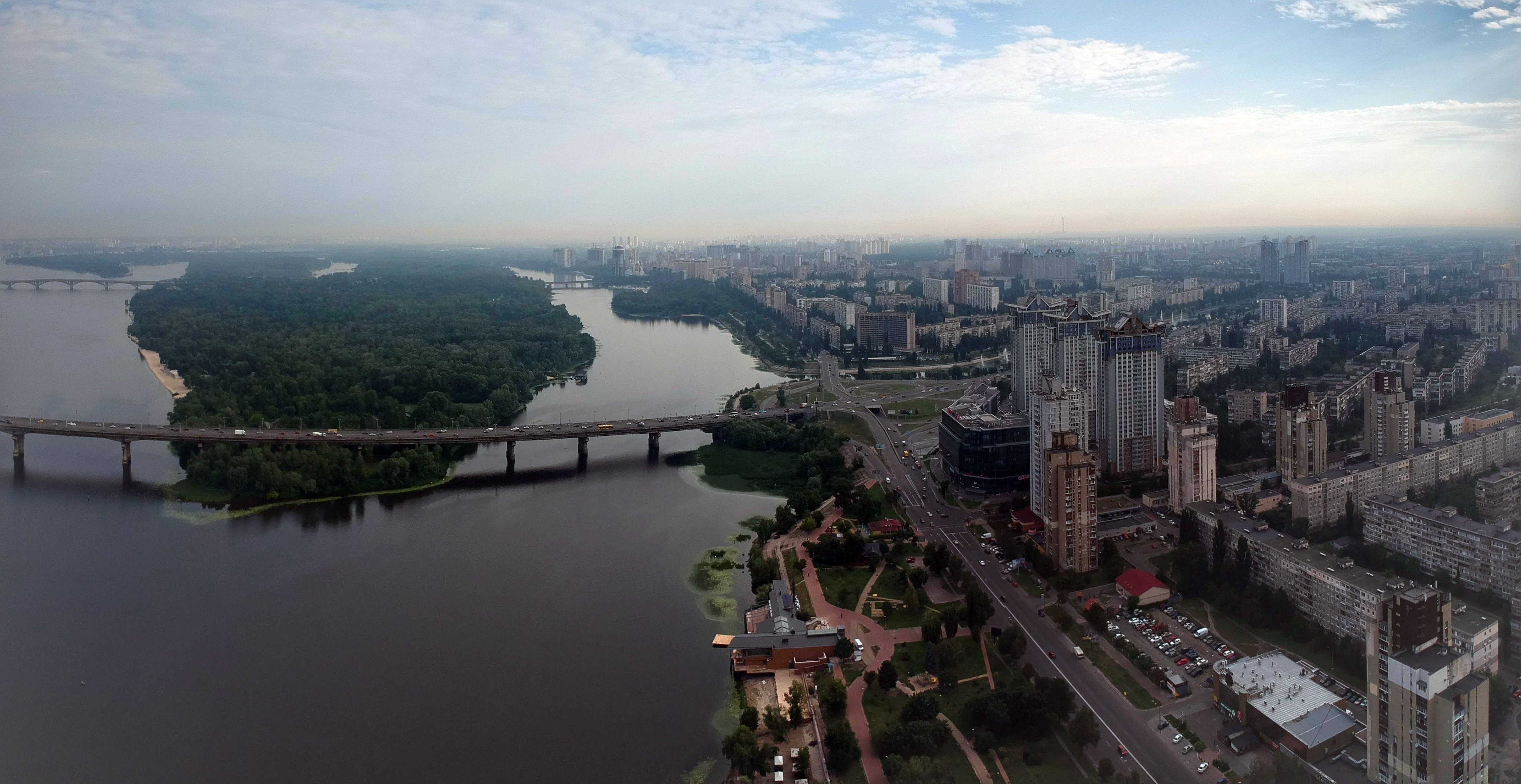
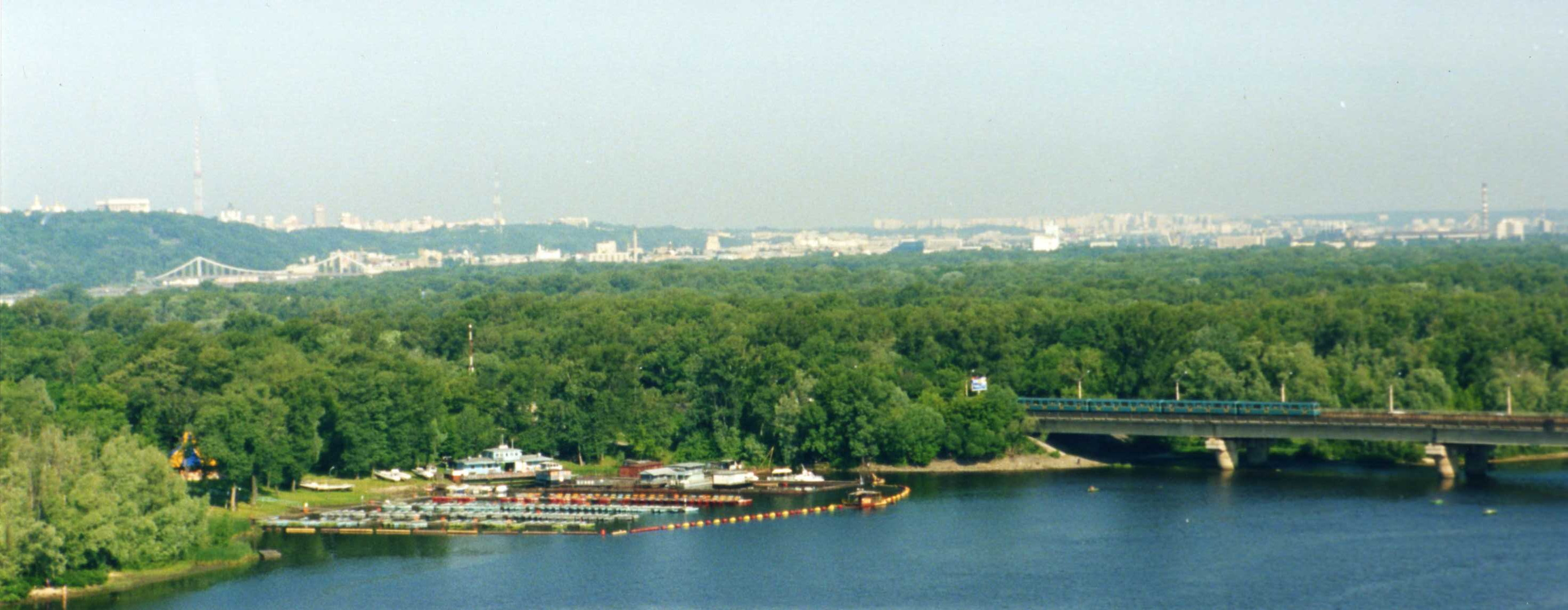
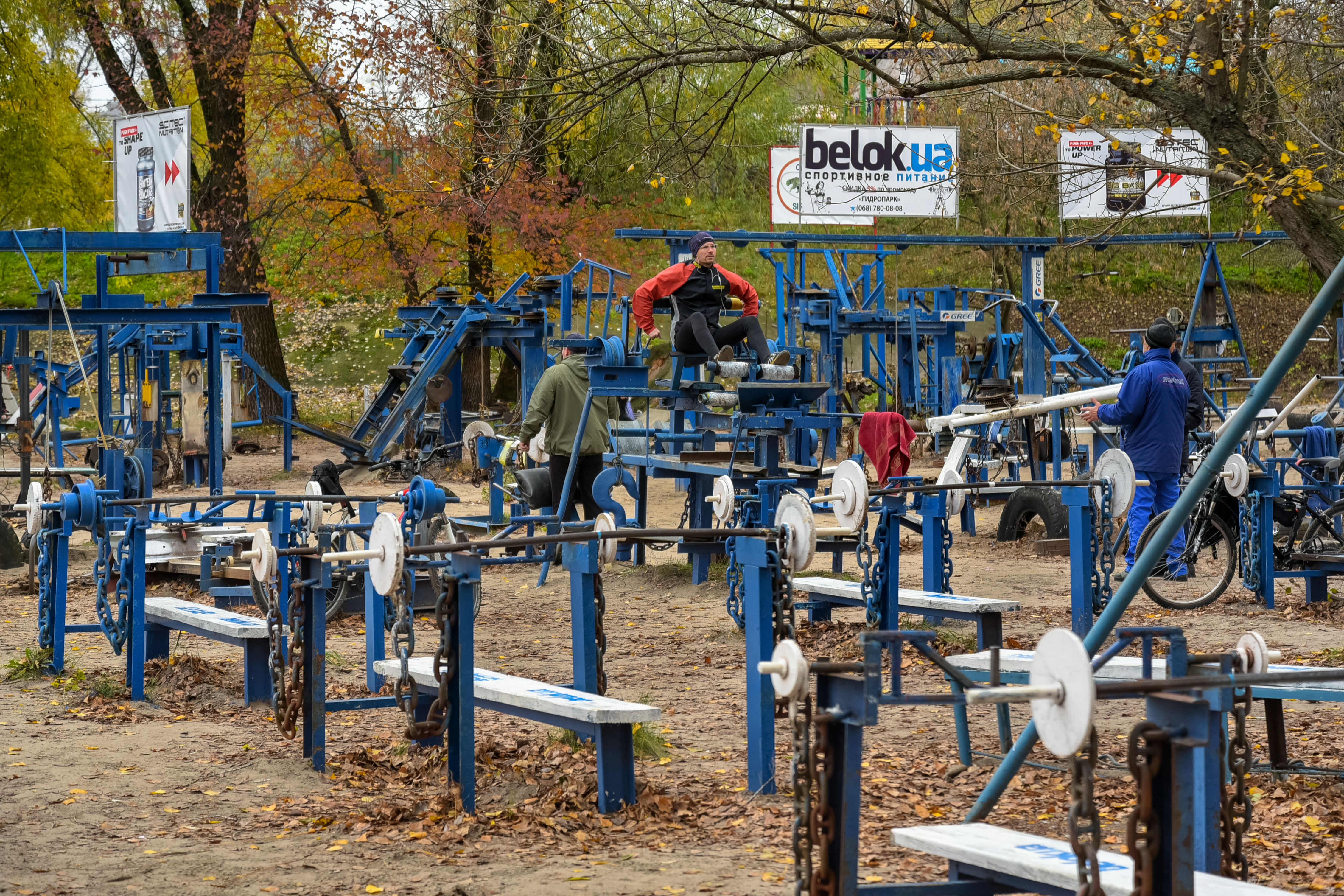
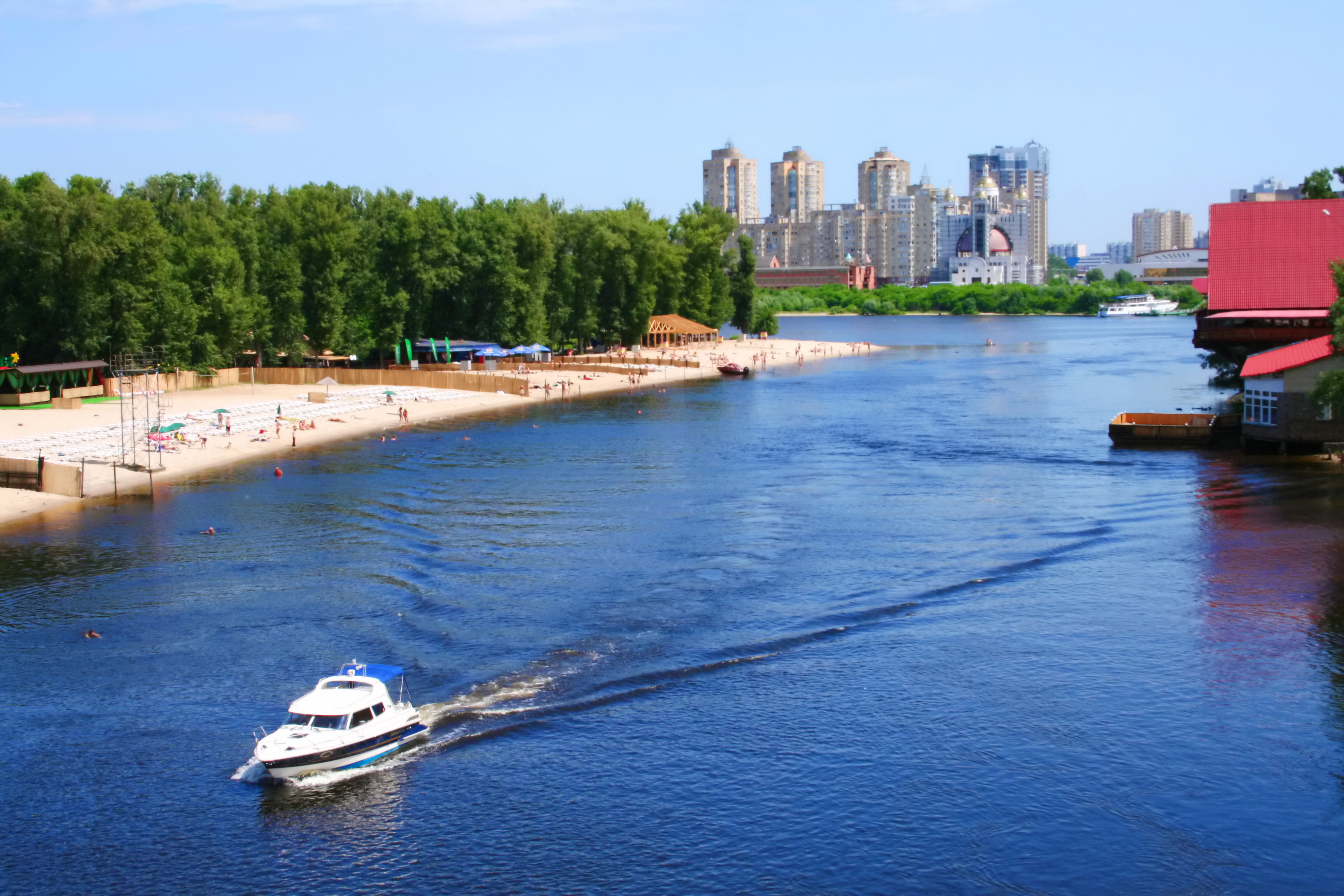
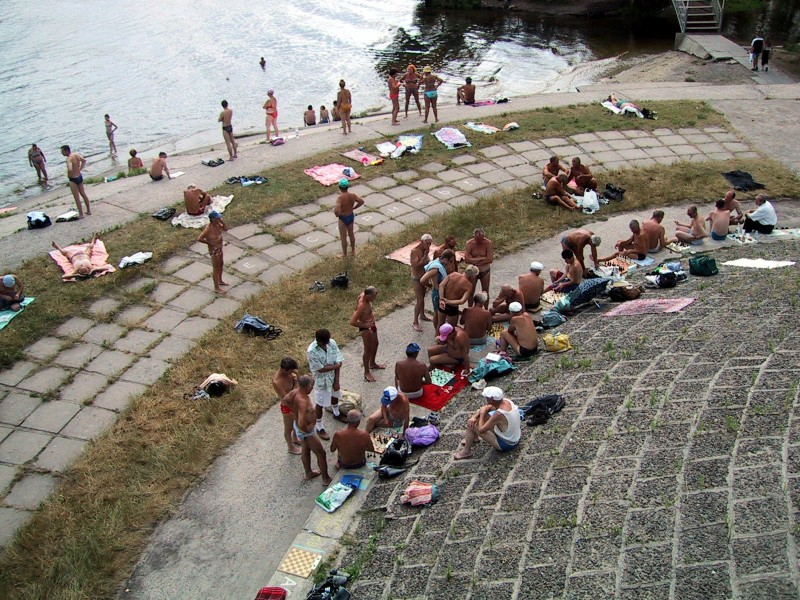
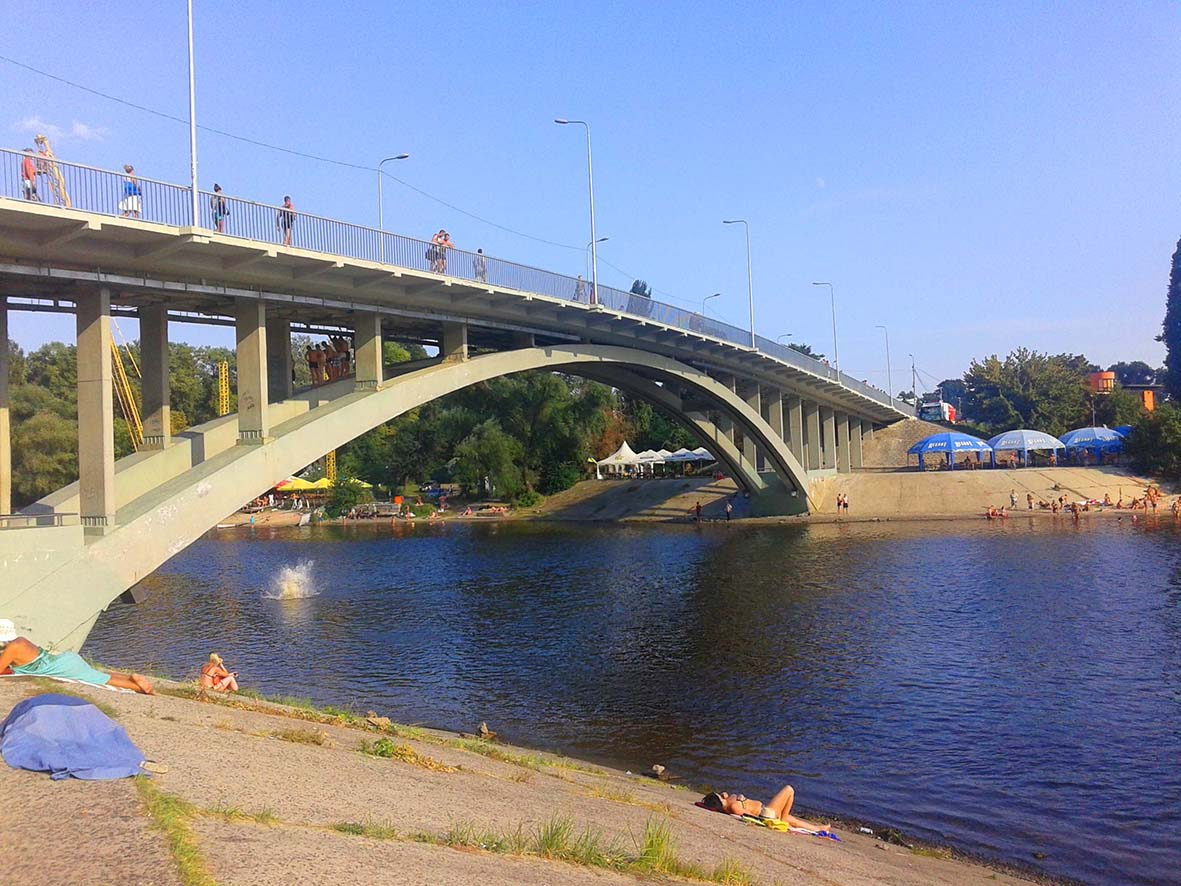